# Berrichon (cheval)
Cheval brennou
Vous lisez un « article de qualité » labellisé en 2017.
Pour les articles homonymes, voir Berrichon (homonymie).
Le Berrichon est une race éteinte de poneys puis de chevaux de trait, élevée jadis dans la région du Berry, en France. Évoqué depuis le Moyen Âge, il ne forme probablement pas encore une race. Au XVIIIe siècle, la foire aux chevaux de Sancerre est très réputée, attirant des acheteurs venus jusque depuis la Normandie. George Sand signale l'existence d'un « cheval brennou » dans les Étangs de la Brenne, au milieu du XIXe siècle. Ce petit cheval rustique est alors élevé en plein air toute l'année, et chevauché par des enfants lors de courses locales.
Originellement de taille réduite, la race berrichonne devient au tournant du XXe siècle un cheval de trait de format moyen, sous l'influence du Percheron. Ces animaux réputés laids et lents, pourvus d'une grosse tête, sont pourtant reconnus pour leur vigueur et leur douceur. Ils sont notamment employés à la traction des omnibus parisiens.
Un registre généalogique (stud book) ouvre en 1923, le syndicat d'élevage devient effectif l'année suivante. La race est sélectionnée jusqu'en 1932, où son stud book est fermé, n'acceptant des croisements qu'avec le Percheron. Après une courte période de popularité locale, la race berrichonne disparaît au milieu du XXe siècle, tant en raison de la concurrence du Percheron dans l'agriculture, que par absorption dans des croisements pour donner des chevaux demi-sangs. Le Berrichon est définitivement inclus à la race percheronne en 1966.

## Histoire

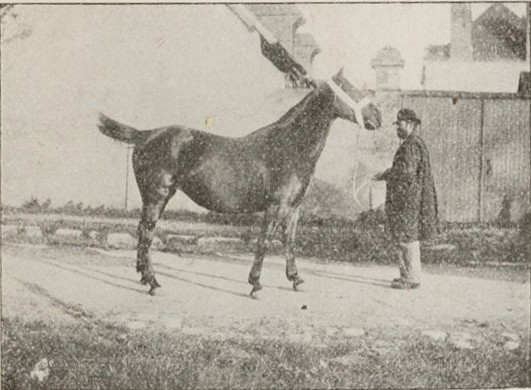
Demi-sang berrichon en 1905.

### Origine
Le Dr vétérinaire militaire Charles-Louis-Maurice Cormier (1905) estime que le cheval berrichon est influencé par le cheval arabe des Maures et par le cheval germanique. D'après la thèse du Dr Cordeau, publiée en 1946, le Berrichon n'est pas autochtone de sa région d'élevage ; il est issu de l'ancien cheval de la Sologne, un animal peu étoffé et de petite taille, mais réputé rustique. Son statut de race à part entière est discuté plusieurs fois. D'après Paul Diffloth, avant la Révolution française, les chevaux du Berry sont probablement des bidets assez communs.

### Au Moyen Âge
La qualité des chevaux du Berry est connue dès le Moyen Âge. D'après Henri Trotignon, « jusqu'à l'époque de Louis XIV ils sont considérés parmi les meilleurs ». Sous Philippe II Auguste, le conflit avec l'Angleterre pour l'appropriation du Berry (1187-1189) entraîne sans doute un brassage avec des chevaux venus de ce pays. La guerre de Cent Ans anéantit l'élevage équin de la région. Au XVe siècle, le prix payé à un charretier pour une journée de travail avec ses chevaux n'est que de 3 à 4 sols, ce qui laisse présager que les animaux sont de peu de valeur.

### XVIIeetXVIIIe
L'existence d'un élevage équin est attestée au XVIe siècle. En 1601, Sully fait venir des chevaux de son haras de Mehun-sur-Yèvre sur demande du roi Henri IV, qui dit fournir ses plus beaux sujets à la reine d'Angleterre,. L'élevage recule vraisemblablement sous Louis XIII. En 1701, l'abbé Sauvageot de Sennely décrit la race du pays comme un cheval « petit, maigre, faible et court ». L'établissement des haras nationaux permet de soutenir l'élevage et de récupérer des bêtes d'une certaine valeur au cours du XVIIIe siècle. Les étalons du Berry sont alors souvent des animaux approuvés appartenant à des garde-étalons. Les haras royaux sont créés en 1704 dans la province du Berry, et organisés en 1766, époque où est signalée l'introduction d'un étalon de race danoise. La fondation du haras national de Pompadour en 1763 a une influence jusque dans le Berry. En 1789, 24 étalons approuvés appartiennent aux gardes, mais la province en a hébergé jusqu'à 50. Dans sa Mémoire statistique du département de l'Indre, le préfet Dalphonse signale la bonne qualité des foires aux chevaux du Berry, en particulier celle de Sancerre, qui attire des acheteurs de Normandie. Les animaux y sont réputés pour leur précocité, étant adultes à l'âge de 3 ans. Cette foire fournit notamment la remonte militaire.

### XIXe

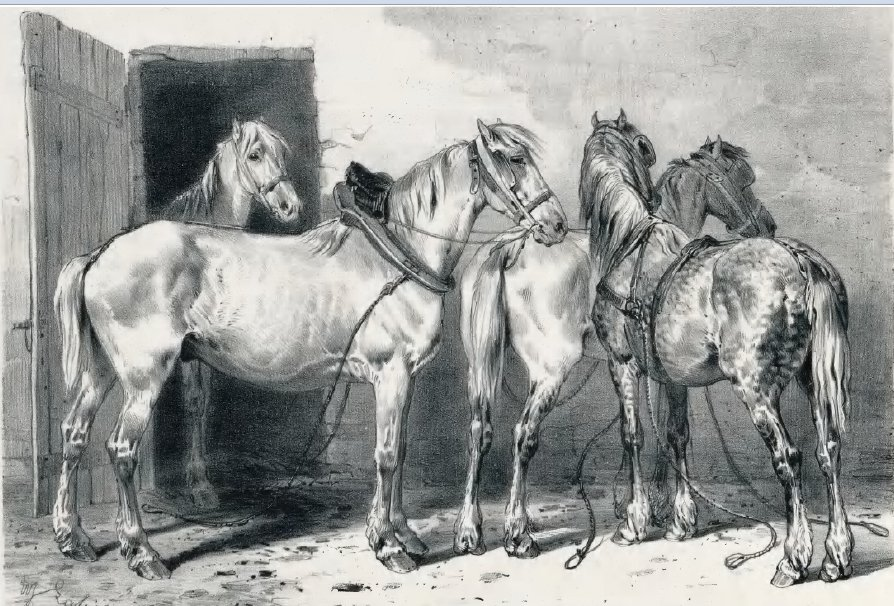
Chevaux berrichons dans l’Atlas statistique de la production de chevaux en France, 1850

Après la dissolution des Haras nationaux, la Mémoire statistique du département du Cher signale un élevage principalement constitué de chevaux de trait de petite taille, aptes à servir de chevaux d'artillerie. Les meilleurs sujets proviennent du Nord du Sancerrois. De façon générale, l'élevage est effectué sans soins ni éducation particuliers des animaux. Les étalons présents dans les dépôts locaux sont anglais, normands, cauchoix, limousins, anglo-normands, brandebourgeois, et issus de chevaux arabes, notamment persans. En 1823, le préfet du Cher établit des primes d'élevage pour les juments saillies par des étalons approuvés et des étalons nationaux. En 1830, des primes d'élevage sont créées dans le département de l'Indre. Il n'existe alors pas d'élevage de chevaux de trait dans la région : seul l'envoi d'un cheval de trait cauchoix est signalé entre 1820 et 1830.
En 1834, le haras de Blois envoie divers étalons destinés à améliorer la souche locale. Une première station de reproduction est établie en 1835 à Ivoy-le-Pré, le nombre de ces stations se monte à 5 en 1850. Elles accueillent des étalons de selle limousins et arabes, de trait, 11 Pur-sangs, et 66 carrossiers normands. Le choix des poulinières n'est pas du tout pris en compte : en 1844, la question de savoir s'il vaut mieux privilégier des croisements avec le Pur Sang est posée. La demande en étalons de trait porte sur des Poitevins, des Nivernais et des Bretons. En 1851, une station d'étalons est créée à Vailly. D'après Eugène Gayot, le type de chevaux dominant dans le Berry est un cheval de Poste, à la fois puissant et rapide. À l'époque de l'hippologue Jean-Henri Magne (1850), le Berry n'a pas de race chevaline distincte. Les éleveurs achètent des poulains, poitevins principalement, en les choisissant parmi les conducteurs de diligences, mais sans s'attacher à un caractère particulier, pas même à une robe plutôt qu'à une autre. Des concours de poulinières sont organisés, dans les années 1870, à Sancoins, Vailly, Nérondes et Lignères, avec un budget de 3 000 francs à répartir entre 4 catégories. Dans les années 1880, ces primes sont augmentées. Le directeur du haras national de Blois s'oppose à l'introduction du cheval de trait dans la région et souhaite favoriser, de même que les autorités, l'élevage du cheval de guerre de demi-sang. À partir de 1880, les éleveurs locaux réclament avec force ces reproducteurs de trait. Aussi, en 1885, trois étalons de ce type sont répartis dans la région. Dans les années 1890, le nombre de chevaux de trait augmente dans la région. Les influences reçues sont celles l'Anglo-normand, le cheval limousin, le trait poitevin, le Nivernais, le trotteur Norfolk, le Percheron, le Boulonnais et l'Ardennais. Des conflits éclatent entre partisans de croisements avec le Percheron et avec l'Ardennais : Pierre Cordeau (1946) fait valoir que le climat et la géologie du Perche sont plus proches de ceux du Berry que ceux de l'Ardenne, et donc, que le Percheron est plus adapté. À partir des années 1890, les Haras nationaux de la région n'importent plus que des Percherons.
Une race spécifique à la région de la Brenne est mentionnée. L'hippologue Eugène Gayot recommande de laisser disparaître le cheval Brennou, jugeant sa morphologie défectueuse. Cette race disparaît en tant que telle du fait de croisements. En effet des chevaux du Norfolk sont introduits massivement dans le Berry (Cher et Indre) à la fin du XIXe siècle et au début du suivant, et y sont employés à la reproduction.
La jumenterie du Berry est constituée d'un mélange de chevaux de trait poitevins, bretons et percherons. Le Berrichon est moins estimé que le Percheron, auquel il ressemble pourtant beaucoup selon certaines sources anciennes. D'autres sources plus récentes évoquent sa parenté avec le cheval limousin, un cheval de selle. Dans le Midi de la France, il a plutôt bonne réputation.

### XXe

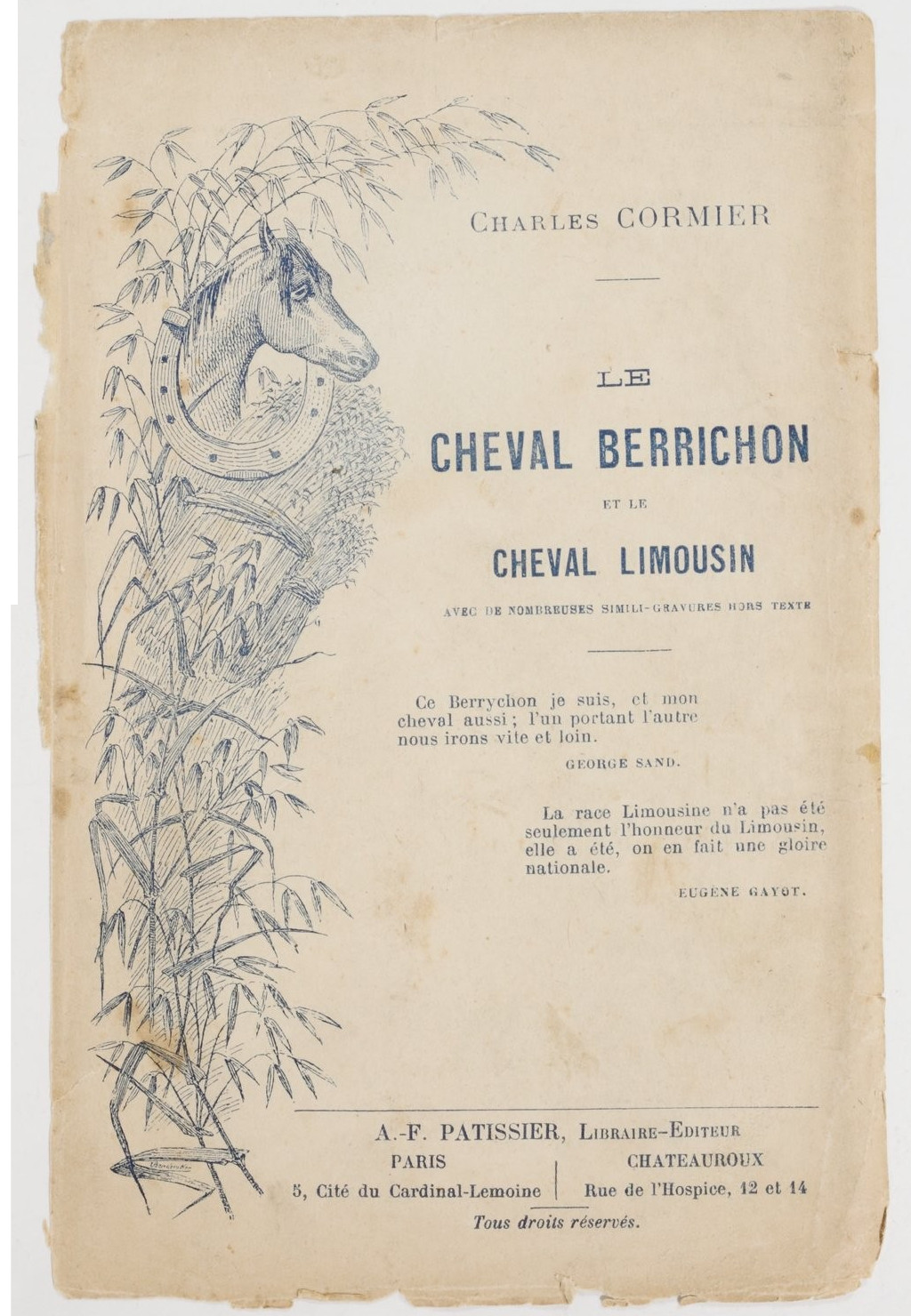
Couverture de l'ouvrage de Charles Cormier, Le cheval Berrichon et le cheval Limousin, 1905.

Dans les années 1900, il naît beaucoup de chevaux de trait dans le département du Cher, essentiellement par et pour l'industrie privée, à partir d'étalons percherons. Quelques régions du Berry font naître le « demi-sang berrichon » par croisement avec un étalon Pur Sang.
En 1913, un Syndicat hippique Berrichon est créé à La Guerche, mais son fonctionnement ne devient effectif qu'après la Première Guerre mondiale. En 1923, le stud book du cheval de trait berrichon » est ouvert. L'année suivante, un « syndicat d'élevage du cheval de trait berrichon » se constitue entre plusieurs éleveurs désireux de s'inspirer de la sélection du Percheron. Le siège social de ce syndicat est localisé à Bourges, et son action concerne les départements du Cher et de l'Indre. Le premier règlement intérieur du stud book propose des inscriptions de chevaux à titre initial jusqu'au 31 décembre 1926. Les inscriptions à titre initial furent prolongées jusqu'au 31 décembre 1929.
En 1924 et 1925, des pouliches percheronnes sont importées en nombre, en particulier à La Chapelotte et Sens-Beaujeu, qui deviennent un « îlot de race percheronne ». Après une période transitoire, le stud book est fermé aux chevaux non-issus de géniteurs berrichons ou percherons le 1er janvier 1932. Dès lors considéré comme une race, le cheval berrichon accède à ses propres concours régionaux, en particulier à Sens-Beaujeu. Il entre aussi aux Haras nationaux, notamment dans celui de Charenton-du-Cher. Dans l'entre-deux-guerres, l'élevage de ce cheval périclite à cause de la motorisation. L'emploi de chevaux de trait plus lourds est favorisé par les exploitants agricoles, en particulier celui du Percheron. L'armée est sollicitée pour acheter des animaux, et ainsi soutenir les éleveurs. C'est dans ce cadre qu'un commandant de Rancourt défend l'utilisation du « bidet Sancerrois » pour affronter l'Allemagne nazie en 1939. Vers 1946, les chevaux rencontrés dans le Berry sont toujours de types très divers. L'une des raisons est l'arrivée de réfugiés ardennais accompagnés de leurs chevaux après la débâcle de 1940
Le Berrichon est absorbé par les croisements dits « demi-sang », avec l'Anglo-normand et l'Anglo-arabe. Le type trait est fusionné avec le Percheron en 1966, en même temps que l'Augeron, le trait du Maine, le Nivernais, le Bourbonnais, le trait de la Loire et le trait de Saône-et-Loire,,.

## Description

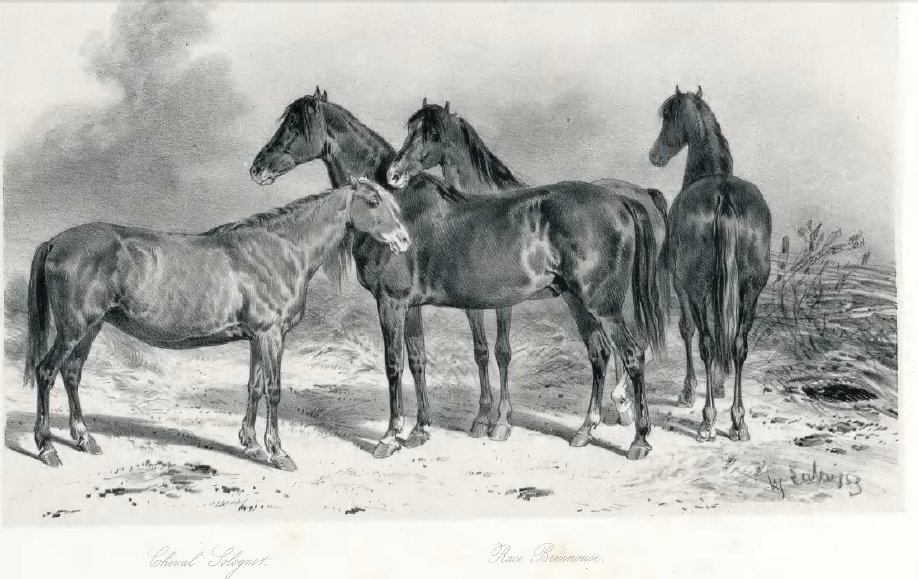
Cheval solognot et cheval brennou.

### Morphologie

#### Descriptions historiques
Il existait historiquement dans la taille et la conformation de ces chevaux de grandes différences. D'après l'hippologue Eugène Gayot (1861), la taille du cheval brennou va de 1,10 m à 1,45 m ; selon une source plus récente du même auteur, de 1,40 m à 1,45 m. En 1905, Charles Cormier décrit les juments berrichonnes comme hautes de 1,50 m à 1,55 m. Les chevaux des arrondissements de Sancerre, de Blois et de Saint-Amand-Montrond sont plus forts que ceux des arrondissements de Loches, de Le Blanc et de La Châtre. La taille des animaux dans les riches parages des bords de l'Allier et de la Loire est élevée, contrairement à ceux du Sud et des cantons peu fertiles. Les chevaux de Sancerre correspondent à un type d'attelage, à la fois fort et léger.
Les chevaux berrichons sont décrits comme amples de formes, mais avec des rayons courts. Ils présentent les formes raccourcies du cheval commun. George Sand décrit les chevaux Brennou comme ayant les naseaux ouverts, la poitrine haute et large, un très bon souffle, des membres secs et évidés, le flanc solide et un large poitrail ; Eugène Gayot décrivant une grosse tête carrée et mal attachée, avec des ganaches importantes et des yeux proéminents. Les principaux reproches des hippologues contre les chevaux du Berry portent sur leur taille réduite et leur lenteur. Les membres sont réputés de très bonne qualité. La race est aussi réputée laide. Le préfet Dalphonse la décrit comme de petite taille, avec une grosse tête courte et pesante, une encolure courte et fournie, un garrot rond et bas, des épaules chargées, une belle croupe, un corps bien constitué, des jambes sèches et nerveuses.
Au début du XXe siècle, les juments berrichonnes décrites par Charles Cormier ont une fine tête expressive de profil rectiligne, une encolure courte et bien attachée, un garrot peu sorti, une épaule inclinée, une ligne du dessus solide et de bonnes hanches, cependant il existe des aplombs panards. En 1910, Louis Morisot décrit des animaux avec « de l'ampleur, de l'encolure, un dessus assez bien soutenu, de bons membres aux attaches solides, aux aplombs réguliers. Près de terre, le cheval berrichon a l'avant-bras long, la cuisse bien gigotée, le genou et le jarret bien descendus, les canons courts. » À cela, il ajoute une croupe un peu trop ovalée, mais bien musclée. En 1923, le zootechnicien Paul Diffloth décrit des juments puissantes et osseuses, avec une grosse tête.

#### Standard dustud bookberrichon
Le règlement du stud book du Berrichon adopte un standard précis, notamment une taille de 1,58 m à 1,70 m, pour une moyenne effective de 1,60 m. La race est rectiligne et hypermétrique, dotée d'un squelette fort et bien développé, et présente une nette proximité avec le Percheron.
Le profil de tête doit être rectiligne, avec un chanfrein légèrement convexe. Le front est large, l’œil grand et vif, les oreilles sont bien plantées. Dans les faits, la tête est décrite comme peu distinguée, avec des naseaux ouverts. La gorge est mince et effacée. L'encolure est longue et puissante (mais assez fine dans les faits), l'épaule musclée et libre, bien dirigée et permettant l'extension des allures. Bras et avant-bras sont musclés. Le garrot est sorti, le dos court, droit et bien attaché, le rein musclé. Le poitrail est ouvert, la poitrine ample et profonde, le côte ronde et longue, le flanc bien relié, les hanches larges et longues avec une croupe droite, puissante et parfois double, la queue est préférée portée haut, mais elle est souvent attachée bas. Le ventre est souvent un peu avalé. Les cuisses sont bien descendues, les articulations larges, les membres forts et bien d'aplomb, les canons courts, les tendons secs et les pieds avec des talons plutôt hauts. Les jarrets ne sont pas droits, mais très légèrement coudés. Les robes admises sont le gris de préférence pommelé, le noir, plus rarement l'alezan ou le bai.

### Tempérament et entretien
Au XIXe siècle, ces chevaux sont « continuellement soumis aux intempéries des saisons ». Les animaux, d'un naturel « doux et franc », sont réputés vigoureux : George Sand précise en effet qu'ils ne reçoivent ni soins ni nourriture substantielle, ce qui ne les empêche pas de se montrer robustes. Ils sont capables de parcourir 40 à 50 km sans altération, et jusqu'à 100 ou 120 km journellement.
Les chevaux berrichons des débuts du XXe siècle sont réputés pour leur souffle et leur puissance. Le taux de fécondité de la race se situait entre 50 et 70 %.

### Sélection
Les chevaux inscrits au stud book étaient marqués au fer sur l'encolure, sous la crinière, du côté gauche, la marque représentant les lettres S. B.. Le syndicat de la race organisait une inspection annuelle durant la première quinzaine du mois de septembre dans les centres de marquage au fer. Les animaux marqués gagnaient une plus-value considérable. De plus, seuls les chevaux inscrits au stud book berrichon ont le droit de participer aux concours de la race, et donc de prétendre aux primes qui y sont distribuées. En 1946, ces primes sont, pour les étalons, de 2 000 à 5 000 francs. Des concours de poulains sont organisés chaque 15 août dans une dizaine de localités du Berry.
La reproduction s'effectue de février à juin.

## Utilisations

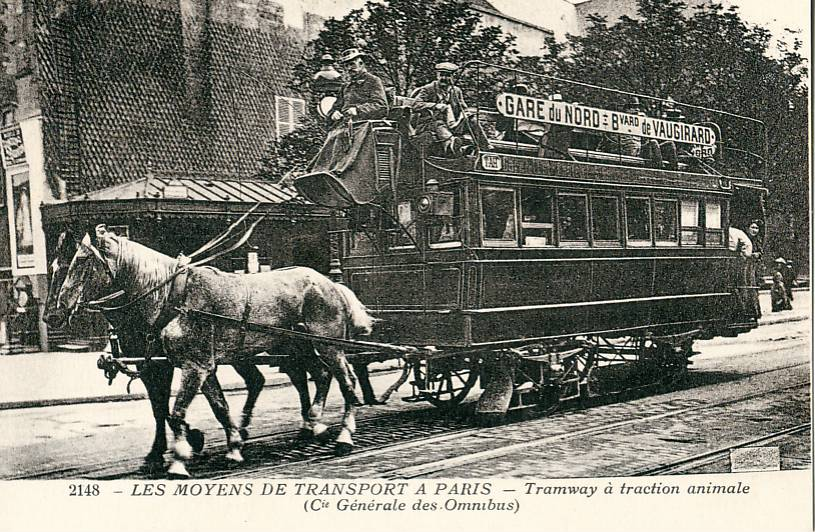
La Compagnie générale des omnibus a fait appel à des chevaux berrichons (la race des deux chevaux sur la photo n'est pas connue).

Au milieu du XIXe siècle, George Sand décrit des courses de chevaux locales au cours desquelles les enfants de Brenne montent ces chevaux, ces courses sont dites « de cavarniers ». Dans ce but, le jeune garçon ou l'enfant élève, soigne et dompte son cheval sauvage. Il concourt pieds nus, tête nue, sans veste, c'est tout au plus s'il admet un bridon, habitué qu'il est à diriger sa monture avec une corde dans la bouche. L'utilisation du cheval de traction agricole se développe dans le Berry à la fin du XIXe siècle, au détriment des bœufs.
Le cheval berrichon est essentiellement un tractionneur et un cheval agricole. Il peut convenir pour la traction des voitures de poste. Il a été employé, dans le Midi notamment, pour le service des diligences. Les sujets les plus grands et les plus développés sont acquis par la Compagnie générale des omnibus de Paris : entre 1855 et 1900, sur les 103 000 chevaux qu'elle a achetés, 6 % sont des Berrichons. La compagnie tient le compte du taux de mortalité chez ses chevaux : celui du cheval berrichon est de 6,70 %, soit moins que les Percherons, mais plus que les chevaux cauchois, l'explication étant que les chevaux déjà exploités au travail avant d'être vendus pour les omnibus sont plus résistants. En 1910, Louis Morisot recommande d'utiliser les sujets les plus grands comme chevaux d'artillerie.
Une expérience de croisement a lieu entre des étalons arabes et des juments berrichonnes, pour obtenir des chevaux de poste vus comme plus élégants. Les modèles plus légers remontent les régiments de chasseurs à cheval. Les chevaux de Sancerre conviennent à la cavalerie de ligne, à la gendarmerie et à la cavalerie de réserve. Les chevaux berrichons terminent probablement leur carrière dans le roulage. Lorsque les animaux sont trop vieux pour travailler, ils sont vendus à la boucherie.

## Diffusion de l'élevage
Les éleveurs berrichons se partagent la production des chevaux. Certains les font naître, d'autres les élèvent. La région du Berry élève différents types de chevaux au début du XXe siècle, dont des chevaux de trait, des Anglo-arabes et des chevaux Limousin. La plupart des chevaux dits « berrichons » à l'époque proviennent en réalité de Vendée ou des Charentes,. D'après Jacques Mulliez, la champagne berrichonne compte une densité de chevaux très importante, mais il s'agit essentiellement de mâles, élevés dans les marais poitevins, comme l'atteste par ailleurs une source datée de 1839. La Bresse vend de jeunes chevaux aux marchands berrichons, qui eux-mêmes les revendent à Paris.
En 1840, l'arrondissement d'Issoudun est le principal lieu de commerce de ces animaux. Ils sont vendus sur de grandes foires, en particulier celles de Sancerre et de Saint-Thibault. En 1857, l'industrie chevaline s'étend dans tout le Berry et se perfectionne avec l'amélioration du sol et de l'agriculture. Les contrées à vallées humides, les arrondissements de Saint-Amand-Montrond, de Le Blanc, de La Châtre et une partie de celui de Sancerre entretiennent des juments poulinières, tandis que les environs de Bourges, d'Issoudun et de Châteauroux, dont les pâturages ne conviennent que pour les bovins et les petits ovins, achètent des poulains et les élèvent en les utilisant à des travaux agricoles, pour les fournir ensuite à quelques départements du sud et du sud-est. Ces chevaux sont nommés « Berrichons » dans le commerce, mais il s'agit essentiellement de Poitevins.
En 1941, le stud book du cheval berrichon comptait 370 adhérents propriétaires de 3 515 juments et 483 étalons. À cette époque, le Berrichon se vend dans la Beauce, l'Yonne, l'Allier, la partie sud du Loiret, et le Roussillon. En revanche, la race n'est pas exportée hors de France. Les propriétaires n'ont le plus souvent qu'une à trois juments, les élevages détenant plus de 6 poulinières sont très rares. Les étalons reproducteurs appartenant à l'État sont principalement stationnés au haras national de Blois, et couvrent en moyenne 80 juments par saison de reproduction. Avant 1940, les chevaux berrichons étaient surtout vendus à la foire de Saint-Amand-Montrond, avec une moyenne de 1 000 à 1 200 poulains vendus à chaque édition. Les autres foires importantes sont celles de Baugy, Vatan et Rosnay.
Le Berrichon est désormais mentionné comme éteint (statut « X ») sur les évaluations de la FAO, et comme race européenne locale éteinte dans l'étude de l'université d'Uppsala (2010) sur les races de chevaux du monde. De même, le dictionnaire de CAB International cite le Berrichon comme une variété locale du Percheron, dont l'existence officielle a perduré de 1923 à 1966.

## Dans la culture
Le cheval berrichon est mentionné plusieurs fois dans les œuvres de Roger de Beauvoir, en particulier dans Mademoiselle de Choisy, et L'Abbé de Choisy. George Sand a bien connu le Berrichon, ou « cheval de la Brenne », et en parle dans son œuvre. Dans Le Péché de Monsieur Antoine de George Sand, un dialogue s'énonce comme suit : « Vous avez là une jolie petite bête, lui dit-il [le marquis à Émile] en examinant Corbeau d'un air de connaisseur. C'est un brennoux, bonne race, solide et sobre… ». Dans Le Cercle hippique de Mézière-en-Brenne, elle fait à nouveau l'éloge de la race du pays : « Ce berrychon je suis et mon cheval aussi ; l'un portant l'autre nous irons vite et loin »,.

### Note
1. ↑  La motorisation des transports routiers se généralise dès les années 1910, mais les chevaux agricoles restent employés plus longtemps, jusque dans les années 1950 à 1960.